# Cyklezonid
Cyklezonid – organiczny związek chemiczny, lek z grupy glikokortykosteroidów wziewnych, stosowany w terapii astmy oskrzelowej u dorosłych.

## Mechanizm działania
Cyklezonid jest glikokortykosteroidem podawanym w postaci wziewnej jako prolek. Pod wpływem esteraz płucnych ulega przekształceniu w substancję czynną – demetylopropionylocyklezonid, która wykazuje aktywność farmakologiczną. Powoduje osłabienie wpływu monofosforanu adenozyny na drogi oddechowe, spadek wrażliwości na alergeny (zarówno wczesne jak i późne), hamuje reakcję zapalną poprzez zmniejszenie napływu mediatorów zapalenia. 
Stosowanie cyklezonidu powoduje spadek zapotrzebowania na beta-mimetyki, poprawia natężoną objętość wydechową pierwszosekundową (FEV1) oraz szczytowy przepływ wydechowy (PEF).
Nie wpływa na rytm dobowy wydzielania kortyzolu.

## Wskazania
Cyklezonid jest stosowany w terapii astmy oskrzelowej u dorosłych. 
Podaje się go w celu kontroli przewlekłej. Nie należy stosować go w sytuacjach nagłych, w celu przerwania napadu astmy lub w celu leczenia stanu astmatycznego. 
Cyklezonid jest zarejestrowany w terapii u osób dorosłych. Nie należy go stosować u dzieci.

## Przeciwwskazania
- nadwrażliwość na składniki leku
- należy zachować ostrożność w przypadku współistnienia gruźlicy lub infekcji

Jako że metabolit cyklezonidu jest metabolizowany przy udziale cytochromu P450 (izoformy CYP3A4), równoczesne stosowanie leków mających depresyjny wpływ na układ cytochromu może powodować zwiększenie jego stężenia.

## Działania niepożądane
Działanie niepożądane cyklozonidu ogranicza się do efektów miejscowych. Nie wywołuje on efektów ogólnoustrojowych charakterystycznych dla kortykosteroidów. Mogą występować:
- chrypka
- kaszel
- drapanie, pieczenie, suchość w gardle
- reakcje skórne w postaci osutki czy wyprysku

## Dawkowanie
Cyklezonid na rynku występuje w 2 dawkach: 80 μg i 160 μg. 
Zalecana dawka leku Alvesco to 160 mikrogramów raz na dobę i jest to dawka, która zapewnia kontrolę objawów astmy u większości pacjentów. U niektórych pacjentów dawka zmniejszona do 80 mikrogramów raz na dobę może stanowić właściwą dawkę utrzymującą odpowiednią kontrolę astmy. U pacjentów z silnym zaostrzeniem objawów astmy może być konieczne zwiększenie przez pewien okres dawki leku Alvesco do 640 mikrogramów na dobę przyjmowanej w dawkach po 320 mikrogramów dwa razy na dobę, jednakże nie są dostępne dane potwierdzające dodatkowe działanie terapeutyczne po 3 miesiącach stosowania większych dawek.

## Preparaty
- Alvesco (Altana Pharma, Takeda Pharma sp. z o.o.)